# Long delayed Echo
Dieser Artikel befindet sich derzeit in der Qualitätssicherung im WikiProjekt Elektrotechnik des Portal Elektrotechnik. Wenn du dich mit dem Thema auskennst, bist du herzlich eingeladen, dich an der Prüfung und möglichen Verbesserung des Artikels zu beteiligen. Der Meinungsaustausch dazu ist in der Diskussion (Artikel „Long delayed Echo“ eintragen) zu finden.
Long delayed echoes (LDE) sind Echos von Funksignalen, welche mit einer Verzögerung von mehreren Sekunden zum Ort der Ausstrahlung zurückkehren. Allgemein gelten solche Echos als langzeitverzögert, die nach mehr als 2,7 Sekunden – das ist ungefähr die Signallaufzeit von der Erde zum Mond und zurück – empfangen werden. Die genaue Ursache von langzeitverzögerten Echos ist noch nicht geklärt.

## Geschichte
Solche Echos wurden erstmals 1927 von dem norwegischen Bauingenieur und Funkamateur Jørgen Hals an seinem Wohnort in der Nähe von Oslo beobachtet. Hals hatte wiederholt ein unerwartetes, zweites Funkecho mit einer signifikanten Zeitverzögerung nach dem primären Funkecho beobachtet, welches, nachdem das Signal die Erde umrundete, auftrat. Da er dieses seltsame Phänomen nicht erklären konnte, schrieb er einen Brief an den norwegischen Physiker Carl Størmer, in dem er das Ereignis schilderte:

„Ende Sommer 1927 hörte ich wiederholt Signale des niederländischen Kurzwellensenders PCJJ in Eindhoven. Zur gleichen Zeit, als ich diese hörte, hörte ich auch Echos. Ich hörte das übliche Echo, das nach ungefähr 1/7 Sekunde auftrat und von dem Signal stammte, welches die Erde umrundete, sowie ein schwächeres Echo, das ungefähr drei Sekunden nach dem Hauptecho auftrat. Wenn das Hauptsignal besonders stark war, lag die Stärke des Echos, welches drei Sekunden nach dem Hauptsignal auftrat, zwischen 1/10 und 1/20 der Stärke des Hauptsignals. Woher dieses Echo kommt, kann ich vorerst nicht sagen, ich kann nur bestätigen, dass ich es wirklich gehört habe.“

Der Physiker Balthasar van der Pol half Hals und Stormer bei der Untersuchung der Echos, fand jedoch aufgrund der sporadischen Natur des Phänomens und der Unterschiede der Verzögerungszeit keine geeignete Erklärung.
Seit den ersten Beobachtungen 1927 wird bis heute immer wieder über langzeitverzögerte Echos berichtet.

## Fünf Theorien
Shlionskiy listet 15 mögliche natürliche Erklärungen in zwei Gruppen auf: Reflexionen im Weltraum und Reflexionen in der Erdmagnetosphäre.
Vidmar und Crawford schlugen vor, dass fünf von ihnen am wahrscheinlichsten sind. Sverre Holm, Professor für Signalverarbeitung an der Universität Oslo, erläutert diese fünf Punkte zusammenfassend:
1. Leitung in der Magnetosphäre und Ionosphäre der Erde bei niedrigen Frequenzen (1–4 MHz)
2. Mehrfache Erdumrundung
3. Modenumwandlung – Signale koppeln an Plasmawellen in der oberen Ionosphäre
4. Reflexion von entfernten Plasmawolken, die ursprünglich von der Sonne stammen
5. Nichtlinearität zusammen mit Modenumwandlung

### Leitung in der Magnetosphäre und Ionosphäre der Erde bei niedrigen Frequenzen (1–4 MHz)
Die auftretenden Echos zeigen einige Ähnlichkeiten mit Whistlern. Die Signale passieren die Ionosphäre und werden dann in der Magnetosphäre entlang der Feldlinien bis zu einer Entfernung von mehreren Erdradien zur gegenüberliegenden Hemisphäre geleitet, wo sie von der Oberseite der Ionosphäre reflektiert werden. Die Laufzeit hängt vom geomagnetischen Breitengrad des Senders ab und liegt typischerweise im Bereich von 140 bis 300 ms. Je weiter nördlich der Sender liegt, desto größer ist die Zeit, bis das Echo eintritt. Aufgrund der kurzen Verzögerung kann dies nicht als echtes langverzögertes Echo angesehen werden und wird nur der Vollständigkeit halber aufgeführt.
Radiowellen mit einer Frequenz von weniger als etwa 7 MHz können in Ionisationskanälen, die entlang der Feldlinien des Erdmagnetfeldes laufen, eingefangen werden, wenn ihr L-Wert (Abstand vom Erdmittelpunkt zur Feldlinie am magnetischen Äquator) weniger als etwa 4 beträgt. Diese Wellen können nach dem Einfangen die gegenüberliegende Hemisphäre erreichen, wo sie von der oberen Ionosphäre reflektiert werden. Sie können dann entlang des Kanals zurückwandern, ihn verlassen und den Empfänger erreichen.

### Mehrfache Erdumrundung
Funksignale können sieben Mal in einer Sekunde um die Erde wandern. Solche Signale sind auch nicht ungewöhnlich.
„Goodacre berichtet, dass er seine Antenne auf den Horizont gerichtet hat und sein eigenes 28-MHz-Signal noch mit einer Verzögerung von bis zu 9 Sekunden empfangen konnte. Seine Messung impliziert, dass das Signal 65-mal um die Erde gewandert war.“ Wahrscheinlich ist 28 MHz die obere Frequenzgrenze für derartige Effekte.
Die derzeit gängigste Theorie besagt, dass die Funksignale zwischen zwei ionisierten Schichten in der Atmosphäre hin und her reflektiert wurden und so viele Male die Erde umrundeten, bis sie aus einer Lücke in der unteren Schicht heraustraten. (Die Kanalausbreitung zwischen Luftschichten in der unteren Atmosphäre ist ein bekanntes Phänomen.)

### Modenumwandlung – Signale koppeln an Plasmawellen in der oberen Ionosphäre
Experimentell wurde dies von Crawford et al. untersucht, welche Echos mit Verzögerungen von bis zu 40 Sekunden bei 5–12 MHz registrierten.
Die Signale von zwei verschiedenen Sendern, die CW- oder Quasi-CW-Signale aussenden, interagieren nichtlinear in der Ionosphäre oder Magnetosphäre.
Wenn der Wellenvektor und die Frequenz der erzwungenen Schwingung bei der Differenzfrequenz der beiden Signale die Dispersionsrelation für elektrostatische Wellen erfüllen, existieren solche Wellen und breiten sich aus. Diese Welle kann aufgrund der Wechselwirkung zwischen Welle und Teilchen an Amplitude zunehmen. Zu einem späteren Zeitpunkt kann es mit dem CW-Signal wechselwirken.

### Reflexion von entfernten Plasmawolken, die ursprünglich von der Sonne stammen
Freyman führte Experimente mit 9,9 MHz durch und entdeckte mehrere tausend Echos, deren Verzögerung bis zu 16 Sekunden betrug, zu einer Zeit, als wahrscheinlich Sonnenplasma in die Magnetosphäre eintrat.

### Nichtlinearität zusammen mit Modenumwandlung
Zwei übertragene Signale erzeugen ein Signal mit einer Frequenz, welches der Differenz beider Signalfrequenzen entspricht. Dieses breitet sich mit einer Plasmawelle aus und wird dann zurück gewandelt.
So könnte man Echos im UHF-/VHF-Bereich erklären. Hans Rasmussen beobachtete Echos bei 1296 MHz, welche um 4,6 Sekunden verzögert waren, und Yurek registrierte bei 432 MHz solche mit einer Verzögerung von 5,75 Sekunden.

## Alternative Theorien
Einige Personen glauben, dass die Auroraaktivität, die einem Sonnensturm folgt, die Quelle von langzeitverzögerten Echos sein könnte.
Wieder andere glauben, dass langzeitverzögerte Echos doppelte Erde-Mond-Erde-Reflexionen sind, das heißt das Signal wird vom Mond reflektiert und das reflektierte Signal wird von der Erde zurück zum Mond und wieder vom Mond zurück zur Erde reflektiert.
Duncan Lunan schlug vor, dass die von Størmer und Van der Pol 1928 beobachteten Funkechos möglicherweise Übertragungen von einer Bracewell-Sonde, einem Artefakt einer außerirdischen Zivilisation waren, die versucht haben könnten, mit uns zu kommunizieren, indem sie unsere eigenen Signale gezielt zurücksendeten. Diese Idee wird auch von Holm angesprochen.

## Täuschung
Volker Grassmann schrieb in der Zeitschrift UKW-Berichte / VHF Communications, dass die Möglichkeit bestehe, dass einige langzeitverögerte Echos auf Betrug zurückzuführen seien:

„... können vor allem Täuschungsversuche in keinem Fall ausgeschlossen werden und es ist zu befürchten, dass weniger ernsthafte Funkamateure zur bewussten Verfälschung ... beitragen ... Kurze Aussendungen auf wechselnden Frequenzen sind ein relativ einfaches Verfahren, um potentielle Störer abzuschütteln.“